# 25964 Liudavid
25964 Liudavid (tên chỉ định: 2001 FY26) là một tiểu hành tinh vành đai chính. Nó được phát hiện bởi dự án Nghiên cứu tiểu hành tinh gần Trái Đất Lincoln ở Socorro, New Mexico, ngày 18 tháng 3 năm 2001. Nó được đặt theo tên David Chienyun Liu, an American high school student và finalist in the 2010 Intel Science Talent Search.